# Farhad Safinia
Farhad Safinia (persiska:  فرهاد صفی‌نیا Farhād Safīnīyā) född 1975, är en iransk-amerikansk manusförfattare och filmproducent. Han är främst känd för sina insatser i Apocalypto och Boss. Hans karriär inleddes som assistent till Mel Gibson vid inspelningen av dennes uppmärksammade film The Passion of the Christ.
Han bor i Los Angeles.